# Thomas Rogers
Thomas Rogers (* 23. Juni 1927 in Chicago, Illinois; † 1. April 2007 in State College, Pennsylvania) war ein amerikanischer Autor, Literaturkritiker und langjähriger Professor für Englische Literatur und Creative Writing an der Penn State University.

## Leben
Thomas Rogers besuchte die University of Chicago Laboratory High School und wurde 1945 in das Army Air Corps eingezogen. Mit einem G. I. Bill-Stipendium konnte er an der Harvard University studieren, die er 1950 mit dem B.A. (cum laude) verließ. Danach absolvierte er ein Graduiertenprogramm an der University of Iowa, wo er einen M.A. erwarb und 1961 promoviert wurde. Im selben Jahr ging er nach State College an die Penn State University, wo er mehr als 30 Jahre im Department of English Literature lehrte. 1991 ging er in den Ruhestand. Er war mit einer Französin verheiratet und hatte zwei Töchter, eine davon Professorin am Bard College in New York.
Sein erster Roman The Pursuit of Happiness wurde 1971 verfilmt und in mehrere Sprachen übersetzt. Die National Academy of Arts and Letters zeichnete 1973 seinen zweiten Roman The Confession of a Child of the Century mit dem Rosenthal Foundation Award aus. Erster und zweiter Roman waren jeweils Finalisten für den National Book Award. Rogers veröffentlichte seinen vierten und letzten Roman Jerry Engels im Alter von 75 Jahren. Jerry Engels, der Titelheld des Romans, ist Student an Penn State in den 1950ern und tauchte schon im Vorgängerroman At the Shores auf. Der Rezensent der New York Times bezeichnete Jerry Engels als „gewandte, ungetrübte und flinkfüßige Prosa“, möglicherweise ein Klassiker in der Tradition von P. G. Wodehouse. Sein literarischer Nachlass befindet sich in der Penn State University.

## Veröffentlichungen
- The Pursuit of Happiness. New American Library, New York 1968.
  - Das Recht auf Glück, aus dem Amerikanischen übertragen von Günther Danehl. S. Fischer Verlag, Frankfurt am Main 1970.
- The Confession of a Child of the Century, by Samuel Heather. Simon & Schuster, New York 1972, ISBN 0-671-21266-4.
- At the Shores. Simon & Schuster, New York 1980, ISBN 0-671-24969-X.
- Jerry Engels. Handsel Books, New York 2005, ISBN 1-59051-149-2.